# Amantinok
Az amantinok (latinul Amantini) ókori pannoniai kelta néptörzs volt, akik a Dráva és a Száva közt laktak. A pannoniai lázadás alkalmával Tiberius 8-ban végleg legyőzte őket. Idősebb Plinius később kétszer említi őket, előbb minden közelebbi meghatározás nélkül mint Pannonia egyik törzsét, majd azt jegyzi meg, hogy ott, ahol a Bacuntius folyó (a mai Bosut) Sirmiumnál (a valóságban mintegy 15 km-rel nyugatabbra) a Szávába ömlik, van a Sirmium-beliek és amantinok városa. Egy amantin személy nevét őrzi egy sírfelirat is, amely Putincén került elő, s amely szintén azt bizonyítja, hogy a törzs Sirmium körül élt. Ezeknek az adatoknak ellentmond Ptolemaiosz Klaudiosz feljegyzése, aki szerint az amantinok Alsó-Pannonia északi részén, az eraviszkuszoktól nyugatra (tehát a mai Magyarország területén) laktak.